# Pogrzeb świerszcza
Pogrzeb świerszcza – polski film psychologiczny  z 1978 roku w reżyserii Wojciecha Fiwka.

## Fabuła
Siedmioletni Marek jest synem dwojga naukowców. Rodzice nie interesują się nim - matka właśnie kończy pracę doktorską, ojciec zaś tworzy kolejne projekty, mające zapewnić mu awans. Z synem nie łączy ich żadna więź, a w wychowaniu go są rygorystyczni i zasadniczy. Kiedy chłopak popada w depresję, rodzice nie usiłują ustalić, co jest jej przyczyną, lecz od razu idą z dzieckiem do lekarza, który zapisuje mu środki uspokajające. 

W gabinecie lekarskim Marek widzi kota. Budzi się w nim potrzeba posiadania zwierzęcia, które byłoby jego przyjacielem. Rodzice jednak nie chcą o tym słyszeć. Nie mogąc zaspokoić oczekiwań dziecka, nie umieją jednocześnie zaakceptować nawiązywania przez syna relacji z innymi - niechętnie patrzą na Zbyszka, kolegę Marka pochodzącego z rodziny robotniczej. Marek za uzbierane pieniądze kupuje świerszcza - zwierzątko na tyle małe, aby schować je przed rodzicami. Trzymany w ukryciu owad jednak umiera, a zrozpaczony chłopak zakopuje go na podmiejskim cmentarzu.

## Obsada
- Maciej Tomczak - Marek
- Joanna Jędryka - Krystyna
- Tadeusz Borowski - Roman
- Monika Alwasiak - Tereska
- Aneta Filipczak - Anetka
- Teresa Lipowska - Broniewiczowa
- Bogusław Sochnacki - Broniewicz
- Zofia Merle - dyrektorka szkoły
- Małgorzata Potocka - wychowawczyni
- Adolf Chronicki - Krupiński
- Jacek Łągwa - Zbyszek
- Józef Pieracki - lekarz
- F Rączkowski - sprzedawca
- Tomasz Brzeziński - chłopiec toczący oponę po podwórku

## Nagrody
- srebrne Poznańskie Koziołki dla najlepszego filmu aktorskiego na Międzynarodowym Festiwalu Filmów Młodego Widza "Ale Kino!" w Poznaniu (1979)
- Złoty Medal na Międzynarodowym Festiwalu Filmowym w Quito (1979)